# Lepidanthrax indecisus
Lepidanthrax indecisus är en tvåvingeart som beskrevs av Charles Howard Curran 1930. Lepidanthrax indecisus ingår i släktet Lepidanthrax och familjen svävflugor. Inga underarter finns listade i Catalogue of Life.